# 精氨基琥珀酸裂解酶
精氨基琥珀酸裂解酶（英語：Argininosuccinate lyase，簡稱ASL），或稱精氨酸琥珀酸裂解酶是一種將精氨基琥珀酸分裂成精氨酸及延胡索酸的酶（EC4.3.2.1）。它負責尿素循環中的第4個步驟。
| 精氨基琥珀酸 | 精氨基琥珀酸裂解酶 | 精氨基琥珀酸裂解酶 | 精氨酸 |   | 延胡索酸 |
|              |                    |                    |        | + |          |
|              |                    |                    |        |   |          |
|              |                    |                    |        |   |          |
|              |                    |                    |        |   |          |
|              |                    |                    |        |   |          |
|              |                    |                    |        |   |          |

## 基因及病理
為精氨基琥珀酸裂解酶編碼的基因，稱為精氨基琥珀酸裂解基因，是位於在着絲粒與長臂(q)的11.2位置之間的第7號的染色體，由鹼基對64,984,963至65,002,090。
精氨基琥珀酸裂解基因的突變，部份會導致精氨基琥珀酸裂解酶比起正常較短或畸形，影響其攜帶物質引發化學反應的能力，造成精氨基琥珀酸尿症。尿素循環的第4個步驟亦會被破壞，導致身體內積聚過多的氮及有毒的氨。